# Alenia G.222
De Alenia G.222, ook Aeritalia G.222 en Fiat G.222, is een tweemotorig turboprop transportvliegtuig van de Italiaanse vliegtuigbouwer Aeritalia, vandaag Alenia Aeronautica. Het is een middelgroot STOL-vliegtuig dat voor de NAVO ontwikkeld werd maar initieel enkel door de Italiaanse luchtmacht aangekocht werd. Het toestel werd later verder ontwikkeld tot de Alenia C-27J.

## Ontwikkeling
In 1962 publiceerde de NAVO de vereiste specificaties voor een te ontwikkelen V/STOL-transportvliegtuig. Later werd geen van de verscheidene voorstellen gekozen maar de Italiaanse luchtmacht vond dat van Fiat Aviazione wel de moeite waard. In 1968 bestelde ze twee prototypes voor proeven waarvan één op 18 juli 1970 de eerste vlucht van het toestel maakte. Deze prototypes waren iets vereenvoudigd tegenover hun originele ontwerp. Op het einde van 1971 werden de toestellen aan evaluatie onderworpen en hoogst succesvol bevonden. Hierop volgde een bestelling van 44 exemplaren bij Aeritalia waarvan Fiat Aviazione intussen onderdeel was geworden. Het eerste productietoestel werd in april 1978 in dienst genomen. In 1990 kocht de luchtmacht van de VS tien G.222's die ze met C-27A Spartan aanduidde. De avionica van de toestellen werd gemoderniseerd door Chrysler. De toestellen waren gestationeerd in Panama en werden in 1999 uit dienst gehaald door de hoge onderhoudskosten.

## Overige specificaties
Bemanning3
Laadcapaciteit5500 kg of 34 manschappen
Motorvermogen2535 kW per stuk
Klimsnelheid9 m/s

## Varianten
G.222TCMTwee prototypes voor de Italiaanse luchtmacht.
G.222RMRadio- en radarcalibratietoestel.
G.222SAABlusvliegtuig waarvan vier stuks gebouwd zijn voor de Italiaanse luchtmacht.
G.222SAMABlusvliegtuig.
G.222T / G.222LVersie van de Libische luchtmacht met Rolls-Royce-motoren.
G.222VS / G.222GESpeciale versie voor elektronische tegenmaatregelen (ECM) waarvan twee stuks gebouwd zijn voor de Italiaanse luchtmacht.
C-27A SpartanVersie van de Luchtmacht van de Verenigde Staten die tien G.222's kocht.
C-27J SpartanDoorontwikkelde variant.

## Gebruikers
Afghaans Nationaal LuchtkorpsTwintig stuks zijn vanaf juni 2008 gedoneerd door de VS (geproduceerd in Italië). Deze zijn alle vernietigd wegens disfunctioneren, hebben nimmer het operationele stadium bereikt en zijn uiteindelijk als schroot verwerkt. De gedane kosten bedroegen circa $600 miljoen.
 Argentijnse landluchtmachtDrie toestellen.
 Dubai (emiraat)Eén toestel.
 Italiaanse luchtmacht46 Toestellen van alle varianten. Het land heeft daarnaast ook C-27J Spartan's.
 Libische luchtmachtTwintig toestellen.
 Nigeriaanse luchtmachtVijf toestellen.
 Somalisch Nationaal LegerTwee toestellen.
 Koninklijke Thaise Luchtmacht
 Tunesische Luchtmacht
 Venezolaanse LuchtmachtAcht toestellen.
 Luchtmacht van de Verenigde StatenTien toestellen.